# Столповский, Юрий Анатольевич
Столповский Юрий Анатольевич (род. 20 апреля 1962 года) — российский биолог, генетик, общественный деятель. Доктор биологических наук, заместитель директора по научной работе Института общей генетики им. Н. И. Вавилова РАН, Зав. лабораторией сравнительной генетики животных, член экспертного совета Российского научного фонда (РНФ), член комиссии по сохранению и разработке научного наследия академика Н. И. Вавилова при отделении биологических наук РАН, президент общероссийской общественной организации «Слоу Фуд в России», председатель правления автономной некоммерческой организации «Хранители».

## Биография
Родился 20 апреля 1962 года в городе Подольске Московской области.
Мать — Столповская Мария Алексеевна (15 августа 1940 г.р.). Отец — Столповский Анатолий Степанович (25 июля 1939 — 24 сентября 1982).
В 1979 году окончил Дубровицкую среднюю школу Подольского района Московской области.
В 1984 окончил Московскую ветеринарную академию имени К. И. Скрябина.
С 1985 по 1992 год работал в Институте Цитологии и генетики СО АН СССР (Новосибирск).
С 1989 по 1991 учился в аспирантуре ФГБНУ «Федеральный научный центр животноводства — ВИЖ имени академика Л. К. Эрнста» (ФГБНУ ФНЦ ВИЖ им. Л. К. Эрнста)
В 1992 защитил кандидатскую диссертацию в Всероссийском научно-исследовательском институте генетики и разведения сельскохозяйственных животных (ВНИИГРЖ)на тему: «Генетический мониторинг и рациональное использование генофонда серой украинской породы крупного рогатого скота».
С 1992 года перевелся в Институт общей генетики имени Н. И. Вавилова РАН (Москва), где работает по настоящее время заместителем директора по науке и возглавляет лабораторию сравнительной генетики животных.
В 2010 защитил докторскую диссертацию вИнституте общей генетики имени Н. И. Вавилова РАН (Москва)на тему: «Популяционно-генетические основы сохранения ресурсов генофондов доместицированных видов животных», где предложил систему генетического мониторинга и способы сохранения агробиоразнообразия в России".

## Научная и общественно-организаторская деятельность
Основные труды посвящены изучению генетики сельскохозяйственных животных и сохранению их генофондов. Специалист в области сохранения отечественных генетических ресурсов одомашненных видов животных и экологического сельского хозяйства. Разработал цикл лекций, посвящённых управлению агробиоразнообразием и развитию местных сообществ по производству продуктов питания.
С 1991 года по сегодняшнее время неоднократно выступал в роли лидера, основного исполнителя, эксперта в различных проектах Российской Академии Наук, Министерства Сельского Хозяйства и Общественной палаты РФ.
С 1986 года по 1992 год работал в центре по доместикации, гибридизации и сохранению домашних и диких животных на территории Алтайского экспериментального хозяйства (республика Алтай) Института Цитологии и Генетики Академии наук СССР.
В 1992 году защитил кандидатскую диссертацию во Всероссийском научно-исследовательском институте разведения и генетики животных (г. Пушкино) по специальности генетика.
С 1992 года работает в Институте Общей генетики им. Н. И. Вавилова РАН (ИОГен РАН).
В 2010 году защитил докторскую диссертацию на тему: «Популяционно-генетические основы сохранения ресурсов генофондов доместицированных видов животных».
В 2012 году стал учредителем и был избран председателем правления автономной некоммерческой организации "Сохранение общенациональных биологических ресурсов «Хранители» (ныне "Центр по сохранению биоразнообразия, традиционных знаний, развитию гастрономической культуры, здорового образа жизни и правового просвещения «Хранители»). В первые годы работы организации совместно с общественными палатами субъектов РФ участвовал в проведении около 170 круглых столов в 33 регионах России на тему «Развития экологического и органического сельского хозяйства, агро туризма и законодательства в этой сфере».
С 2012 года по настоящее время — помощник депутата Государственной Думы Федерального Собрания РФ VI—VII созывов комитета по аграрным вопросам Максимовой С. В.
В 2013 году возглавил лабораторию сравнительной генетики животных Института общей генетики имени Н. И. Вавилова РАН.
С 2014 года член комиссии по сохранению и разработке научного наследия академика Н. И. Вавилова
С 2017 года зам. директора по науке Института общей генетики имени Н. И. Вавилова РАН.
В 2018 году стал одним из инициаторов создания общероссийской общественной организации «Слоу Фуд в России», основным разработчиком стратегии развития движения и избран её президентом. Организация имеет отделения в 45 субъектах РФ, объединяет фермеров, ученых, поваров, рестораторов, врачей, учителей, историков, юристов и выступает за многообразие вкусов и культур, сохранение биоразнообразия: отечественных сортов растений и пород животных, поддержку фермеров, небольших и средних производителей, развитие экологического и органического производства продуктов питания, охрану здоровья.
1986—2019 годы участник и руководитель многочисленных экспедиций по поиску и изучению местных пород животных России: Алтай, Бурятия, Тува, Амурская, Архангельская, Владимирская, Воронежская, Ивановская, Кемеровская, Костромская, Нижегородская, Новосибирская, Псковская, Ярославская области, Ненецкий автономный округ; а также зарубежных экспедиций в Монголию, Эфиопию, Италию, Украину, Казахстан.

## Научные интересы
Природоохранная генетика. Генетические аспекты сохранения ex situ и in situ домашних и диких животных.
Научные исследования посвящены изучению генетических ресурсов домашних животных, стратегий сохранения биоразнообразия, созданию системы генетической паспортизации (ДНК-диагностикумов) и разработке фундаментальных генетических основ сохранения и управления генофондов домашних животных в РФ. На основе анализа происхождения 198 пород 33-х доместицированных видов показал, что на территории России существуют пять основных центров наиболее интенсивного породообразования: северно-европейский, центрально-европейский, южно-европейский, кавказский и западно-сибирский
Предложил систему генетического мониторинга и способы сохранения агробиоразнообразия в РФ.
Автор более 150 научных работ и 7 монографий.

## Книги
- Столповский Ю. А., Цэндсурен Ц., Кол Н. В., Воронкова В. Н., Сулимова Г. Е. Генофонды домашних животных Монголии / Под ред. Захаров-Гезехус И. А.М.: Товарищество научных изданий КМК, 2013. 275 с.
- Дунин И. М., Данкверт А. Г., Ерохин А. С., Столповский Ю. А.  Справочник пород и типов сельскохозяйственных животных, разводимых в РФ. ЦБГНУ ВНИИПлем. 2013. 554 с.
- Столповский Ю. А. и др. Сiра украiрська худоба: минуле, сучасне, майбутне / Пiд ред. Академiка УААН В. С. Козиря. Днiпропетровськ.: Украiнська Академiя Аграрних Наук, Iнститут Тваринництва Центральних Районiв. 2008. 243 c.
- Столповский Ю. А., Захаров-Гезехус И. А. Генофонды отечественных пород — национальное богатство России. М.: 2007, 48 с.
- Моисеева И. Г., Уханов С. В., Столповский Ю. А. и др. Генофонды сельскохозяйственных животных: генетические ресурсы животноводства России / ред. Захаров-Гезехус И. А.М.: Наука, 2006. 466 с.
- Алтухов Ю. П., Салменкова Е. А., Курбатова О. Л., Столповский Ю. А. и др. Динамика популяционных генофондов при антропогенных воздействиях / Под ред. Ю. П. Алтухова. М.: Наука, 2004. 618 с.
- Столповский Ю. А. Консервация генетических ресурсов сельскохозяйственных животных: проблемы и принципы их решения / Под ред. Захаров-Гезехус И. А.. М.: Эребус, 1997. 112 с.
- Уханов С. В., Столповский Ю. А., Банникова Л. В. и др. Генетические ресурсы крупного рогатого скота / Под. ред. Захаров-Гезехус И. А.. М.: Наука, 1993. 170 с.

## Научно-популярные статьи
- Столповский Ю. А., Якель Ю. Я.. Монгольские заметки или в стране древней животноводческой культуры// Природа . 2018. № 12. С.26-38
- Столповский Ю. А. Будущее за органикой // Almanac Slow Food . Terra Madre.2016.С 76-82.
- Столповский Ю. А. Организм просит химии, а мы его родным помидором травим // LavkaLavka. Выпуск 10.02.2016
- Столповский Ю. А. В стране идущих людей // National Geographic. 2014. № 129. C.106-115.
- Столповский Ю. А. Красная книга домашних животных // Природа. 1993. № 2. С. 32-38.

## Награды
- 1985 год — золотая медаль ВАСХНиЛ за лучшую научную студенческую работу в области сельского хозяйства среди Вузов СССР
- 1986 год — серебряная медаль Министерства высшего и среднего специального образования
- 2013 год — Благодарность Общественной палаты РФ
- 2016 год — Медаль  МЧС России. Маршал Василий Чуйков.